# Раєн Гецлаф
Раєн Гецлаф (англ. Ryan Getzlaf, нар. 10 травня 1985, Реджайна) — канадський хокеїст, центральний нападник. Був гравцем збірної команди Канади.
Олімпійський чемпіон 2010 та 2014 років. Володар Кубка Стенлі — 2007.

## Ігрова кар'єра

### Клубна
Хокейну кар'єру розпочав 2001 року виступами за «Калгарі Гітмен» (ЗХЛ). Завдяки своїй грі 2003 року був обраний на драфті НХЛ під 19-м загальним номером командою «Майті Дакс оф Анагайм». 
5 жовтня 2005 дебютує в складі «Майті Дакс оф Анагайм» в матчі проти «Чикаго Блекгокс». Перше очко набирає 14 жовтня в матчі проти «Колумбус Блю-Джекетс», а перший гол закинув через сім днів в ворота Менні Легасі («Детройт Ред Вінгз»). Частину дебютного сезону в НХЛ провів захищаючи кольори фарм-клубу «Портленд Пайретс» (АХЛ). Разом з партнером Корі Перрі по команді увійшов до команди всіх зірок АХЛ, але сезон завершив в складі «Анагайм».
У наступному сезоні 2006/07 Гецлаф зіграв всі 82 матчі в регулярному чемпіонаті, набравши 58 очок. Разом з Корі Перрі і Дастіном Пеннером Гецлаф утворив другу ланку «Анагайма», охрещену журналістами the «Kid Line» (Гецлафу і Перрі було по 21 року, тоді як Пеннеру 24). Ця трійка зуміла набрати в сукупності 147 очок за сезон. Гецлаф був одним з головних творців першого кубкового тріумфу в історії команди навесні 2007 року, набравши в плей-оф 17 очок в 21 матчі - більше ніж хтось інший в складі чемпіонів.   
У листопаді 2007 Гецлаф підписав п'ятирічний контракт з «Анагаймом», відповідно до умов якого він заробить $ 26.625 мільйонів доларів. Сезон Раєн провів відмінно, набравши рекордні для себе 82 бали і зігравши свій перший матч усіх зірок НХЛ, в якому йому вдалося закинути одну шайбу. Плей-оф однак не вдався чинним чемпіонам: «Дакс» поступився в першому раунді команді «Даллас Старс».
Сезон 2008/09 Гецлаф почав вже з буквою «A» (скор. від alternate captain) на светрі. 29 жовтня 2008 року Гецлафу вдалося повторити клубний рекорд за кількістю гольових передач в одній грі - 5 разів він асистував партнерам у матчі проти «Детройт Ред Вінгз» (5:4). За підсумками голосування уболівальників Гецлаф був обраний в стартову п'ятірку команди Західної конференції на матч усіх зірок НХЛ 2009 у Монреалі. За підсумками ж усього регулярного сезону Раєн знову підвищив свою планку результативності - 91 очко (найкращий показник в «Анагайм» і шостий в усій лізі). У плей-оф Гецлаф також грав блискуче, перебуваючи серед лідерів бомбардирських перегонів до вильоту команди в другому раунді.
Перед початком сезону 2010/11 завершив ігрову кар'єру капітан «Дакс» Скотт Нідермаєр, Гецлаф став новим капітаном клубу. Правда через травму Раєн провів лише 67 матчів в яких набрав 76 очок.
12 березня 2012 Гецлаф провів 500-й матч в НХЛ проти «Колорадо Аваланч». 8 березня 2013 набирає 500-е очок в регулярному чемпіонаті, зробив результативну передачу Боббі Раєну в матчі проти «Калгарі Флеймс» 4:0. В той же день, «качки» продовжили контракт з Гецлафом на вісім років, відповідно до умов якого він заробить $ 66 мільйонів доларів.
У сезоні 2013/14, Гецлаф набрав у регулярному чемпіонаті 87 очок, це другий показник, найкращий виявився в Сідні Кросбі. Раєн був одним з претендентів на Пам'ятний трофей Гарта, але посів друге місце поступившись Кросбі. У плей-оф в першому раунді проти «Даллас Старс» він отримав невеличке ушкодження і пропустив два матчі. Поява капітана в чвертьфіналі проти «Лос-Анджелес Кінгс» не принесла дивідендів «качкам» вони програли серію 3:4.
У плей-оф сезону 2014/15 Раєн оновив рекорд з результативних передач (18), який сам встановив в 2009 році, сталось це в матчі проти «Чикаго Блекгокс» 22 травня 2015.
У плей-оф сезону 2016/17 Раєн оновив рекорд Теему Селянне за кількістю закинутих шайб в плей-оф — 37 голів, попередній дорівнював 35-и голам.

### Збірна
На юніорському рівні Раєн дебютував 2002 року на Кубку Виклику.
У складі національної юніорської збірної Канада виступав на чемпіонаті світу 2003, канадці стали чемпіонами світу. 
У складі молодіжної збірної Канади виступав на двох чемпіонатах світу, здобув срібло в 2004 та золоті нагороди в 2005. 
У складі національної збірної Канади двічі став Олімпійським чемпіоном, володарем Кубка світу. На чемпіонатах світу виступав двічі срібні нагороди здобув на домашньому чемпіонаті світу 2008 року. 

## Нагороди та досягнення
- Володар Кубка Стенлі в складі «Анагайм Дакс» — 2007.
- Учасник матчу усіх зірок НХЛ — 2008, 2009, 2015.
- Друга команда всіх зірок НХЛ — 2014.

## Статистика

### Клубні виступи
| Сезон        | Клуб                    | Ліга         | Регулярний сезон | Регулярний сезон | Регулярний сезон | Регулярний сезон | Регулярний сезон | Плей-оф | Плей-оф | Плей-оф | Плей-оф | Плей-оф |
| Сезон        | Клуб                    | Ліга         | І                | Г                | П                | О                | ШХ               | І       | Г       | П       | О       | ШХ      |
| ------------ | ----------------------- | ------------ | ---------------- | ---------------- | ---------------- | ---------------- | ---------------- | ------- | ------- | ------- | ------- | ------- |
| 2001–02      | «Калгарі Гітмен»        | ЗХЛ          | 63               | 9                | 9                | 18               | 34               | 7       | 2       | 1       | 3       | 4       |
| 2002–03      | «Калгарі Гітмен»        | ЗХЛ          | 70               | 29               | 39               | 68               | 121              | 5       | 1       | 1       | 2       | 6       |
| 2003–04      | «Калгарі Гітмен»        | ЗХЛ          | 49               | 28               | 47               | 75               | 97               | 7       | 5       | 1       | 6       | 6       |
| 2004–05      | «Калгарі Гітмен»        | ЗХЛ          | 51               | 29               | 25               | 54               | 102              | 12      | 4       | 13      | 17      | 18      |
| 2004–05      | «Цинциннаті Майті Дакс» | АХЛ          | —                | —                | —                | —                | —                | 10      | 1       | 4       | 5       | 4       |
| 2005–06      | «Майті Дакс оф Анагайм» | НХЛ          | 57               | 14               | 25               | 39               | 22               | 16      | 3       | 4       | 7       | 13      |
| 2005–06      | «Портленд Пайретс»      | АХЛ          | 17               | 8                | 25               | 33               | 36               | —       | —       | —       | —       | —       |
| 2006–07      | «Анагайм Дакс»          | НХЛ          | 82               | 25               | 33               | 58               | 66               | 21      | 7       | 10      | 17      | 32      |
| 2007–08      | «Анагайм Дакс»          | НХЛ          | 77               | 24               | 58               | 82               | 94               | 6       | 2       | 3       | 5       | 6       |
| 2008–09      | «Анагайм Дакс»          | НХЛ          | 81               | 25               | 66               | 91               | 121              | 13      | 4       | 14      | 18      | 25      |
| 2009–10      | «Анагайм Дакс»          | НХЛ          | 66               | 19               | 50               | 69               | 79               | —       | —       | —       | —       | —       |
| 2010–11      | «Анагайм Дакс»          | НХЛ          | 67               | 19               | 57               | 76               | 35               | 6       | 2       | 4       | 6       | 9       |
| 2011–12      | «Анагайм Дакс»          | НХЛ          | 82               | 11               | 46               | 57               | 75               | —       | —       | —       | —       | —       |
| 2012–13      | «Анагайм Дакс»          | НХЛ          | 44               | 15               | 34               | 49               | 41               | 7       | 3       | 3       | 6       | 6       |
| 2013–14      | «Анагайм Дакс»          | НХЛ          | 77               | 31               | 56               | 87               | 31               | 12      | 4       | 11      | 15      | 10      |
| 2014–15      | «Анагайм Дакс»          | НХЛ          | 77               | 25               | 45               | 70               | 62               | 16      | 2       | 18      | 20      | 6       |
| 2015–16      | «Анагайм Дакс»          | НХЛ          | 77               | 13               | 50               | 63               | 55               | 7       | 2       | 3       | 5       | 4       |
| 2016–17      | «Анагайм Дакс»          | НХЛ          | 74               | 15               | 58               | 73               | 49               | 17      | 8       | 11      | 19      | 8       |
| Усього в НХЛ | Усього в НХЛ            | Усього в НХЛ | 861              | 236              | 578              | 814              | 730              | 121     | 37      | 81      | 118     | 119     |

### Збірна
| Рік                | Команда            | Турнір             | Місце              | І  | Г  | П  | О  | ШХ |
| ------------------ | ------------------ | ------------------ | ------------------ | -- | -- | -- | -- | -- |
| 2002               | Канада Захід       | КВ U17             | 7-е                | 6  | 3  | 6  | 9  | 14 |
| 2003               | Канада             | ЧС U18             | 1                  | 7  | 2  | 2  | 4  | 10 |
| 2004               | Канада             | МЧС                | 2                  | 6  | 3  | 3  | 6  | 4  |
| 2005               | Канада             | МЧС                | 1                  | 6  | 3  | 9  | 12 | 8  |
| 2008               | Канада             | ЧС                 | 2                  | 9  | 3  | 11 | 14 | 10 |
| 2010               | Канада             | ОІ                 | 1                  | 7  | 3  | 4  | 7  | 2  |
| 2012               | Канада             | ЧС                 | 5-е                | 8  | 2  | 7  | 9  | 27 |
| 2014               | Канада             | ОІ                 | 1                  | 6  | 1  | 2  | 3  | 4  |
| 2016               | Канада             | КС                 | 1                  | 5  | 0  | 3  | 3  | 4  |
| Молодіжна збірна   | Молодіжна збірна   | Молодіжна збірна   | Молодіжна збірна   | 25 | 11 | 20 | 31 | 36 |
| Національна збірна | Національна збірна | Національна збірна | Національна збірна | 33 | 9  | 27 | 36 | 47 |